# Pilotwings (serie)
Pilotwings es una serie de videojuegos de simulación de vuelo que comienza con el videojuego Pilotwings de 1990 y, más recientemente, Pilotwings Resort en 2011. Una de las franquicias de Nintendo, la serie se lanzó en Super Nintendo Entertainment System (Super NES), Nintendo 64 y Nintendo 3DS.
Notable por su revolucionaria jugabilidad en 3D, Pilotwings fue creado por Shigeru Miyamoto, y los juegos fueron desarrollados por Nintendo EAD (Pilotwings), Paradigm Simulation (Pilotwings 64, en colaboración con Nintendo EAD) y Monster Games (Pilotwings Resort). Los tres juegos fueron publicados por Nintendo.

## Jugabilidad
Los tres juegos de la serie tienen elementos de juego en común, como planeadores y propulsores. También tienen modos de misión. Pilotwings Resort, a diferencia de los dos juegos anteriores de la serie, está ambientado en la isla Wuhu y está en Autostereoscopy 3D.

## Videojuegos

### Pilotwings
Pilotwings es un videojuego para Super NES. Fue desarrollado por la división de Análisis y Desarrollo de Entretenimiento (EAD) de Nintendo, dirigida por el productor Shigeru Miyamoto. El juego se lanzó originalmente en Japón el 21 de diciembre de 1990, poco después del lanzamiento de Super Famicom. Fue lanzado como un título de lanzamiento para la consola Super NES el 23 de agosto de 1991 en América del Norte, con un lanzamiento europeo a continuación en 1992.
Pilotwings es un juego de simulador de vuelo amateur en el que el jugador intenta obtener licencias de piloto a través de lecciones de vuelo en avioneta, ala delta, paracaidismo y el uso de un cinturón de cohetes. También están disponibles etapas y niveles de bonificación que involucran un helicóptero de ataque. Cada evento ofrece controles y mecánicas de juego únicos. Para aumentar el realismo de la simulación de vuelo del juego, los desarrolladores utilizaron ampliamente la capacidad del Modo 7 de Super NES, que imita los gráficos 3D al girar y escalar objetos planos.
El juego fue bien recibido en su lanzamiento, en gran parte gracias a su presentación gráfica. Desde entonces, el juego ha sido relanzado en el servicio de Consola Virtual para las consolas Wii, Wii U y New Nintendo 3DS en las regiones PAL, Norteamérica y Japón. Una secuela, Pilotwings 64, fue lanzada para Nintendo 64 en 1996. Después de muchos años de anuncios y cancelaciones, Nintendo presentó una segunda secuela, Pilotwings Resort, para la computadora de mano Nintendo 3DS en la Electronic Entertainment Expo (E3) 2010 que se lanzó en 2011.

### Pilotwings 64
Pilotwings 64 es un videojuego para Nintendo 64, lanzado originalmente en 1996 junto con el debut de la consola. El juego fue codesarrollado por Nintendo EAD (quien desarrolló el juego original) y el grupo estadounidense de tecnología visual Paradigm Simulation. Fue uno de los tres títulos de lanzamiento para Nintendo 64 en Japón y Europa y uno de los dos títulos de lanzamiento en América del Norte. Pilotwings 64 es una continuación de Pilotwings para Super NES, que fue un juego de lanzamiento en Norteamérica para su respectiva consola en 1991. También como ese juego, Pilotwings 64 recibió información de producción del productor de Nintendo y Gerente General de EAD, Shigeru Miyamoto.
Pilotwings 64 es un simulador de vuelo amateur en 3D que pone al jugador en control de uno de los seis pilotos mientras intentan obtener licencias de piloto a través de diversas formas de aviación. Los eventos son volar un autogiro, usar un jet pack y volar en ala delta. Se ofrecen varias tareas adicionales, como paracaidismo y una prueba de bala de cañón humana. El juego también se centra en permitir al jugador explorar libremente sus entornos 3D detallados, sobre todo una representación en miniatura de los Estados Unidos.
El juego recibió críticas positivas y elogios de publicaciones de juegos y fuentes de noticias por su presentación visual y controles de vuelo. Al igual que su predecesor Super NES, Pilotwings 64 sirve para demostrar las capacidades gráficas de su hardware de juegos. Aunque el simulador de vuelo no tuvo el mismo éxito comercial que su compañero de lanzamiento Super Mario 64, Pilotwings 64 vendió más de un millón de copias en todo el mundo.

### Pilotwings Resort
Pilotwings Resort es un videojuego de simulación de vuelo para aficionados para la consola de juegos portátil Nintendo 3DS, desarrollado por Monster Games y publicado por Nintendo. Es una secuela del juego Pilotwings de Super NES de 1990 y Pilotwings 64 de 1996 para Nintendo 64, y se inspira en el juego de Wii de 2009, Wii Sports Resort. Al igual que sus predecesores, se confirmó como título de lanzamiento en América del Norte y Europa. En Japón, Australia y Nueva Zelanda se lanzó el 14 de abril de 2011.
Nintendo relanzó el juego, junto con algunos de sus juegos publicados anteriormente para Nintendo 3DS, como un título descargable a través de Nintendo eShop. La versión descargable estuvo disponible el 1 de noviembre de 2012 en Japón, el 22 de noviembre de 2012 en la región PAL, y el 20 de diciembre de 2012 en Norteamérica.